# Coinceurs (escalade)

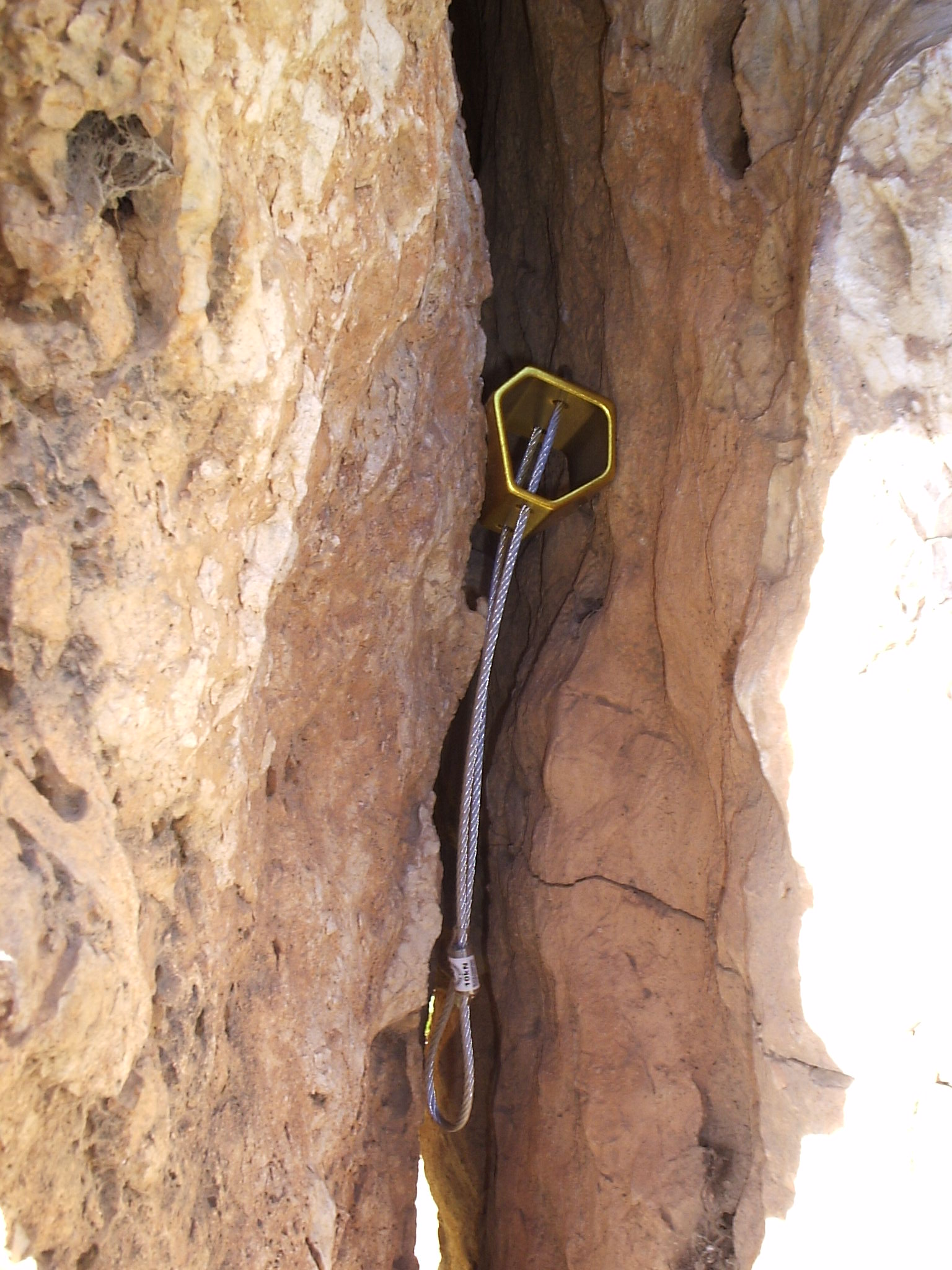
Un coinceur hexagonal dans une fissure.

En escalade, un coinceur est un système constitué d'une ou plusieurs pièces généralement métalliques, que l'on peut coincer dans une fissure ou une anfractuosité du rocher pour constituer un point d'ancrage. Ce point d'ancrage peut servir de point de protection en escalade libre de terrain d'aventure, d'alpinisme ou de progression en escalade artificielle. Il sert aussi à constituer un relais pour fixer le système d'assurage et mettre en protection la cordée. On distingue les coinceurs mécaniques, à cames ou actifs, des coinceurs non-mécaniques ou passifs, aussi appelés nuts, câblés ou simplement coinceurs. Pouvant se placer et se retirer relativement facilement d'une seule main, et n'endommageant pas le rocher, ils se distinguent des pitons, plantés (et éventuellement retirés) au marteau, et des pitons à expansions et broches scellées, placés à demeure.

## Origine
Les coinceurs sont apparus en Grande-Bretagne, pays où les grimpeurs ont un sens plus engagé voire exposé de l’escalade libre ; un sens plus respectueux du milieu naturel, moins ferrailleur que la France développe depuis longtemps, ce qui lui vaut la renommée de french-style. Deux styles opposés avec une vue bien différente de l'escalade sportive. Ces précurseurs britanniques ont l'idée simple mais efficace d'utiliser de simples écrous traversés d'une cordelette, d'un câble ou d'un anneau de sangle. Les coinceurs hexentric modernes en rappelle cette origine.

## Types
Il existe divers types de coinceurs mécaniques à cames, et non-mécaniques biseautés ou hexagonaux.

### Coinceur à cames oufriend
Le coinceur à cames est facile à poser et polyvalent. Il s'agit d'un coinceur pourvu de cames: on compresse, on place le friend dans la fissure et on relâche, les cames se mettent en place sur le rocher. Plus on tire sur le friend plus il se verrouille.

### Bicoin ou coinceur à câble
Le coinceur simple ou bicoin, très couramment utilisé. Constitué d'un morceau de métal biseauté, il suffit de le placer dans une fissure et de tirer dessus pour le fixer. Il est tout particulièrement utilisé dans le calcaire.

### Coinceur hexagonal ouhexcentric
Ce type de coinceur hexagonal, similaire au bicoin, a une forme hexagonale concave. Il s'adapte généralement à des fissures plus grosses que ce dernier.